# Thomas Liese
Thomas Liese (Sangerhausen, 10 de agosto de 1968) es un deportista alemán que compitió para la RDA en ciclismo en las modalidades de pista y ruta. Ganó una medalla de oro en el Campeonato Mundial de Ciclismo en Pista de 1989, en la prueba amateur de persecución por equipos.
Se hizo profesional con 30 años en 1999, después de conseguir numerosas victorias como amateur, y se retiró en 2005. Especialista en contrarreloj, fue campeón de Alemania en esa especialidad en 2001.

## Medallero internacional
| Representando a la RDA |                |                |                             |
| Campeonato Mundial     |                |                |                             |
| Año                    | Lugar          | Medalla        | Competición                 |
| 1989                   | Lyon (Francia) | Medalla de oro | Persecución por equipos (A) |

## Palmarés
| 1995 (como amateur) - 3.º en el Campeonato de Alemania Contrarreloj 1996 (como amateur) - 1 etapa de la Carrera de la Paz - 1 etapa del Giro del Capo - 2.º en el Campeonato Alemania Contrarreloj 1997 (como amateur) - 1 etapa de la Carrera de la Paz - 3.º en el Campeonato de Alemania Contrarreloj 1998 (como amateur) - 1 etapa de la Carrera de la Paz - Tour de Grecia, más 3 etapas - 1 etapa del Tour de Thüringe - Vuelta a Sajonia, más 1 etapa - 3.º en el Campeonato de Alemania Contrarreloj - Tour de la Hainleite | 2000 - Vuelta a Sajonia - 2.º en el Campeonato de Alemania Contrarreloj 2001 - Campeonato de Alemania Contrarreloj - 1 etapa de la Tour de Normandía - 1 etapa de la Semana Lombarda - 1 etapa de la Carrera de la Paz 2002 - 1 etapa del Tour de Beauce 2003 - 1 etapa de la Vuelta a Baviera |

## Resultados en Grandes Vueltas

### Tour de Francia
- 2003 : 136.º